# Mina de carbó de Miike
La mina de carbó de Miike (三池炭鉱, Miike Tankō) també coneguda com a mina de carbó de Mitsui Miike (三井三池炭鉱, Miike Tankō), va ser la mina de carbó més gran del Japó. Estava situada a la zona de Ōmuta a la prefectura de Fukuoka i Arao, Prefectura de Kumamoto. Forma part de la llista del patrimoni de la Humanitat per la UNESCO des de juliol de l'any 2015 dins del conjunt «Llocs de la revolució industrial de l'era Meiji al Japó: siderúrgia, construccions navals i extracció d'hulla».
L'explotació de la mina va començar durant l'era Kyōhō sota el control del clan Tachibana. Va ser nacionalitzada el 1872 pel Govern de Meiji i el zaibatsu Mitsui en va pendre el comandament el 1899. La mina va ser tancada el 1997 amb efectes devastadors sobre l'economia local.
El 9 de novembre de 1963 va tenir lloc una explosió accidental en la qual 458 persones van morir per l'explosió i 438 per intoxicació per monòxid de carboni. Molts dels supervivents van patir greus i permanents lesions cerebrals.